# Khatxemzi
Khatxemzi - Хачемзий (rus) - és un aül de la República d'Adiguèsia, a Rússia. Es troba a la vora esquerra del riu Fars, afluent del Labà, a 16 km a l'oest de Koixekhabl i a 42 km al nord-est de Maikop, la capital de la república.
Pertany al municipi de Drujba.